# 電子調音器

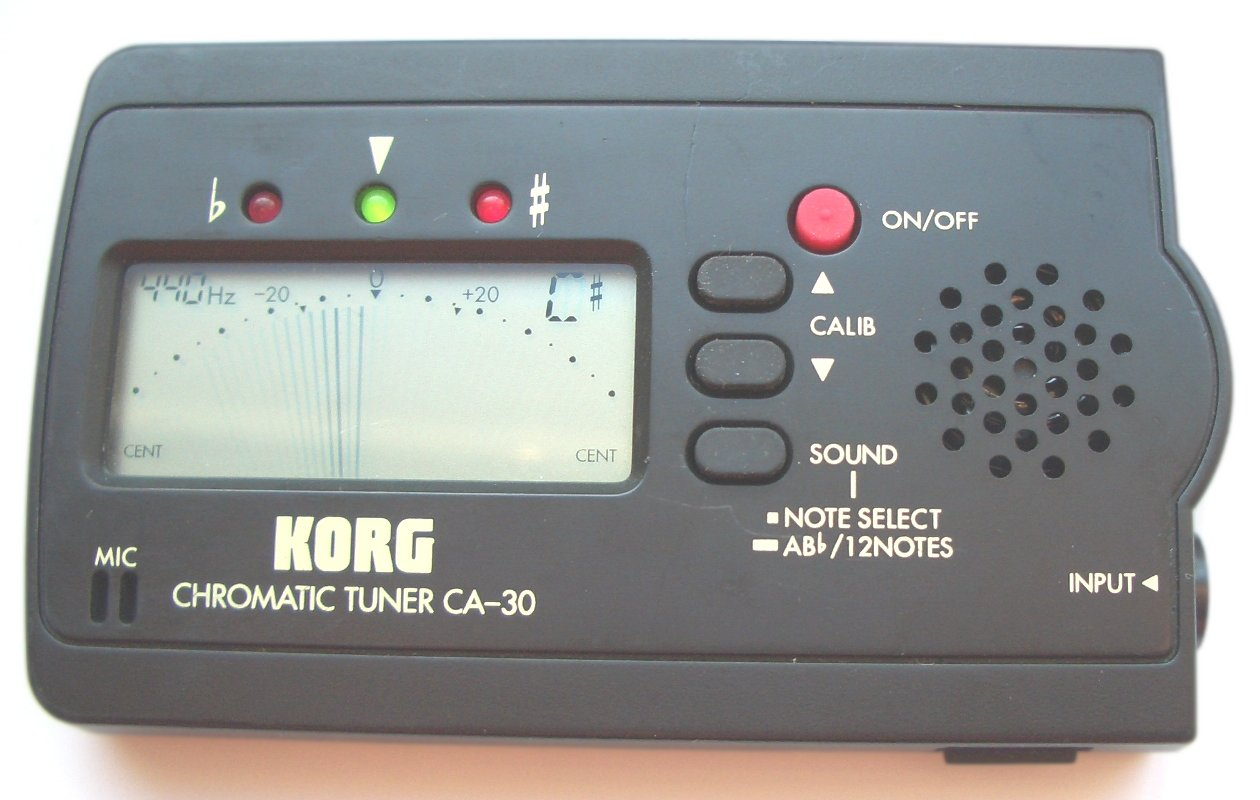
口袋大小的科音LCD调谐器，它带有模拟指示针功能

在音乐領域，電子調音器或电子调谐器是一种检测和显示乐器演奏時的音符音高的设备。简单的调音器通常用模拟指针、LED或LCD屏幕来显示。自2010年代初以来，在智能手机、平板电脑或个人电脑上安裝相應的應用軟件後，這些設備也能變成调音器。更复杂、更昂贵的调音器能更精确地显示音高。调音器的尺寸各不相同，有的可以放在口袋里，有的可以放在19吋機櫃上。乐器技师和钢琴调音师通常使用更昂贵、更精确的调音器。一些电子调谐器提供额外的功能，如音高校准以及用戶通过放大器和扬声器发出所需的音高。